# Stary Staw (województwo lubuskie)
Stary Staw (niem. Teichhof) – niewielka wieś w Polsce położona w województwie lubuskim, w powiecie nowosolskim, w gminie Nowa Sól, otoczona lasami głównie iglastymi sosnowymi, położona na lewym brzegu rzeki Czarna Struga. 
W latach 1975–1998 miejscowość administracyjnie należała do województwa zielonogórskiego.
Najbliższym szlakiem komunikacyjnym jest droga ekspresowa S3 położona w odległości około 5 km, z węzłem Nowa Sól na wysokości miejscowości Lubieszów.

## Demografia
Liczba mieszkańców miejscowości w poszczególnych latach:
| Rok  | Ilość mieszkańców |
| ---- | ----------------- |
| 1998 | 92                |
| 2002 | 91                |
| 2009 | 95                |
| 2011 | 95                |
| 2021 | 98                |